# Colombine longup
Ocyphaps lophotes
Genre
Espèce
Statut de conservation UICN

 LC  : Préoccupation mineure
Répartition géographique
La Colombine longup (Ocyphaps lophotes) ou Colombe lophote, est un pigeon largement répandu sur le continent australien, à l'exception des zones tropicales du nord. Il y a seulement deux espèces de pigeons australiens qui possèdent une huppe : la Colombine longup et la Colombine plumifère. La première est la plus grande des deux.

## Description
Elle mesure 30 à 36 centimètres de longueur pour une masse de 145 à 250 g. Son plumage est gris avec des taches brunes. Elle a une huppe de plumes, noire, en pointe, sur le sommet de la tête qu'elle garde érigée en vol. Les iris sont orange avec des cercles oculaires rouges. Les ailes portent des bandes noires et sont couleur bronze tandis que les plumes primaires sont un mélange de brun, de violet, de bleu et de vert.

## Distribution et habitat
Elle habite les prairies, les régions broussailleuses, les bois mais aussi les jardins, les champs, les terrains de sport, etc. Elle a augmenté son habitat avec la mise en culture de nouvelles régions (alors qu'on ne la trouvait qu'à l'intérieur du continent et en Australie occidentale).

## Alimentation
Se nourrissant de graines, elle est à son aise dans les zones céréalières, se nourrissant de graines d'Echium plantagineum.

## Reproduction
Cet oiseau se reproduit toute l'année mais surtout en saison chaude (août à mars). La femelle pond deux œufs dans un nid situé généralement au sommet d'un arbre, mais parfois dans un buisson et quelquefois sur le sol.